# Partnerství
Partnerství (z angl. partner, společník, spoluhráč, druh/družka) je dlouhodobý vzájemný a dobrovolný vztah spojenectví, spolupráce, případně i osobního přátelství, včetně erotického. Do partnerského vztahu vstupují nejčastěji dva partneři - osoby, skupiny nebo firmy - aby se podporovali v prosazování svých zájmů a partnerský vztah může být i úředně registrován. Partnerství charakterizuje vzájemné uznání a rovnost partnerů, kteří zpravidla spolupracují v přesně vymezené oblasti společných zájmů, kdežto mimo tuto oblast mohou jednat nezávisle.
Pojem vznikl v oblasti podnikání a obchodu, odtud se rozšířil na sociální partnerství (typicky mezi vedením a odbory uvnitř téže firmy). Ve 20. století vznikala i politická partnerství mezi skupinami, stranami i státy, jako je například Atlantické partnerství nebo Partnerství pro mír. Od konce 20. století se užívá i pro partnerství osobní mezi mužem a ženou, případně mezi dvěma osobami stejného pohlaví (homosexuální), a i takové partnerství lze v některých zemích úředně registrovat.

## Obchodní partnerství
Prvotní význam termínu partnerství je oboustranně výhodný vztah nebo smlouva, která spojuje dvě vzájemně obchodující nebo spolupracující strany, například firmy nebo podnikatele. Nezbytnou podmínkou pro vznik partnerství je společný zájem, jistá důvěra a vzájemná zodpovědnost. Na vzniku a udržování partnerství se musejí podílet obě resp. všechny zúčastněné strany a k jeho udržení je důležitá dobrá oboustranná komunikace mezi partnery. Při sjednávání partnerství je třeba vymezit oblast a formu spolupráce, míru případně mez vzájemného ručení, podmínky pro přístup dalších partnerů a podmínky a postup pro zrušení partnerství. Český občanský zákoník užívá slovo "partnerství" jen pro registrované partnerství dvou osob, kdežto pro obchodní partnerství užívá pojmy společnost a společenství.
Obchodní partnerství stojí na společných zájmech a úspěchu, některé partnerské vztahy však mohou být eticky problematické. Když například politik spolupracuje s akciovou společností za cílem zvýšení jejího zisku výměnou za jisté výhody, může dojít ke střetu zájmů. V některých zemích je takovéto chování legální, ale je pravděpodobnější, že na takovéto partnerství bude pohlížt negativně jako na korupci.

## Sociální partnerství
Sociální nebo hospodářské partnerství je forma dobrovolné spolupráce mezi zaměstnavateli a zaměstnanci, zejména v hospodářské oblasti, kde mohou mít zaměstnanci a zaměstnavatelé společné problémy i zájmy. Cílem sociálního partnerství je, aby se konflikty řešily jednáním. K tomu je třeba určitá míra vzájemné důvěry i otevřené komunikace, kde se problémy nezastírají, ale ani nezveličují.

## Vývoj romantického partnerského vztahu
- Známost – vzniká seznámením, z něhož se může vyvinout známost, která přejde v přátelství nebo jiný vztah, což závisí na několika faktorech. Záleží na předchozích zkušenostech ve vztazích, na sexuální přitažlivosti, na prvním dojmu a dalších faktorech. Pokud v sobě obě strany naleznou zalíbení pak se skrze další střetávání mohou posunout dál ve vývoji jejich vzájemného vztahu.
- Budování – jeden o druhého se začnou více zajímat a vzniká vzájemná důvěra. Nastupuje potřeba intimity a partneři rozvažují, zda je druhý partner tím pravým. Pokud v tomto ohledu převládnou pozitivní pocity, budou pravděpodobně pokračovat v interakci.
- Pokračování ve vztahu – tato fáze nastane v okamžiku, kdy se obě strany shodnou na dlouhodobém budování přátelství, romantického vztahu nebo manželství. Fáze pokračování ve vztahu je obvykle dlouhá a obecně stabilní ač bude stále docházet k vývoji a posunu vztahu. V této fázi je velmi důležitá oboustranná důvěra.
- Úpadek – ve vztahu, kde se objevují problémy může časem dojít k rozpadu. Znuděnost, nespokojenost či odpor se mohou minimálně u jednoho z partnerů objevit v případě, kdy spolu partneři méně komunikují nebo se jeden druhému odmítají otevřít. Partnerství může tuto krizi překonat nalezením řešení pro své konkrétní problémy a znovu nastolením atmosféry vzájemné důvěry.
- Konečná fáze – tato fáze nastane po smrti jednoho z partnerů nebo po rozchodu či rozvodu.

## Manželství
Manželství by mělo tradičně sloužit jako základ pro rodinu, kdy většina partnerů má dříve nebo později potomky. Partnerství je zakládáno účelně ať už z citových, sexuálních, psychických, finančních, reprodukčních důvodů či k získání prostředků nebo podpory v těchto oblastech. V moderní době roste nejen množství rozvodů, ale také počet párů, které se rozhodly žít lidově řečeno „na hromádce“, čili utvářet vážný partnerský vztah, aniž by jeden druhému byl manželem. Partneři ve smyslu vztahu, kde figurují vzájemné city, náklonnost a sex, spolu dříve či později sdílejí domácnost. Od 60. let minulého století je rozšířeným trendem nevstupovat do manželského svazku a zakládat rodinu a budovat si domov, aniž by partneři byli sezdaní .

## Registrované partnerství
U homosexuálních párů může částečně manželství nahrazovat tak zvané registrované partnerství v zemích, kde homosexuální manželství není uznáváno jako je například Polsko, Itálie a většina zemí východní Evropy. Ve Finsku, Velké Británii a ve většině zemí střední Evropy je legalizováno registrované partnerství a homosexuální páry mohou být legálně oddány v zemích od Nizozemska po Portugalsko a v Norsku, Švédsku, Dánsku a na Islandu.